# Hôpital Notre-Dame d'Audenarde
L’hôpital Notre-Dame est situé à Audenarde près de la collégiale Sainte-Walburge.

## Historique
L'hôpital Notre-Dame est cité en 1202. Il a été fondé sous le nom d’Hospitalis Aldenardensis par le prêtre Arnulfus. En 1382, il a déménagé d'un bâtiment à l'extérieur des portes de la ville à son emplacement actuel.
Les bâtiments de l'hôpital Notre-Dame comprennent une chapelle, un cloître, un corps de logis important et un quartier dit de l'Évêque. La chapelle a été construite en 1409. Le cloître a été partiellement reconstruit au XVIe siècle.
En 1623, la prieure de l'hôpital Notre-Dame a confié à Simon I de Pape la construction d'un bâtiment destiné à recevoir des personnalités de qualité, principalement des évêques. Simon I de Pape en adressé les plans, jusqu'es 1633, et la construction a été faite par Charles Pennynck de Mons, pour la somme de 4 000 livres parisis. Simon de Pape est payé 773 livres parisis.
En face du quartier de l'Évêque se trouve le couvent proprement dit. Cette construction date de 1772 quand Madame de Roysin est prieure.
Une maison de gardien a été conçue par l'architecte A. Vossaert en 1893. Il a restauré la chapelle en pierre de Tournai entre 1898 et 1901.

## Description
La façade du corps de logis important et un quartier dit de l'Évêque a été édifié en pierres d'Écaussines. Elle se compose de six colonnes de style dorique au rez-de-chaussée avec cinq arcades, et autant de colonnes de style ionique au premier étage encadrant cinq fenêtres à croisillon.
Le bâtiment du couvent montre une façade avec deux rangées de fenêtres rectangulaires, avec au centre la porte encadrée de deux pilastres ioniques surmontée par un fronton curviligne.

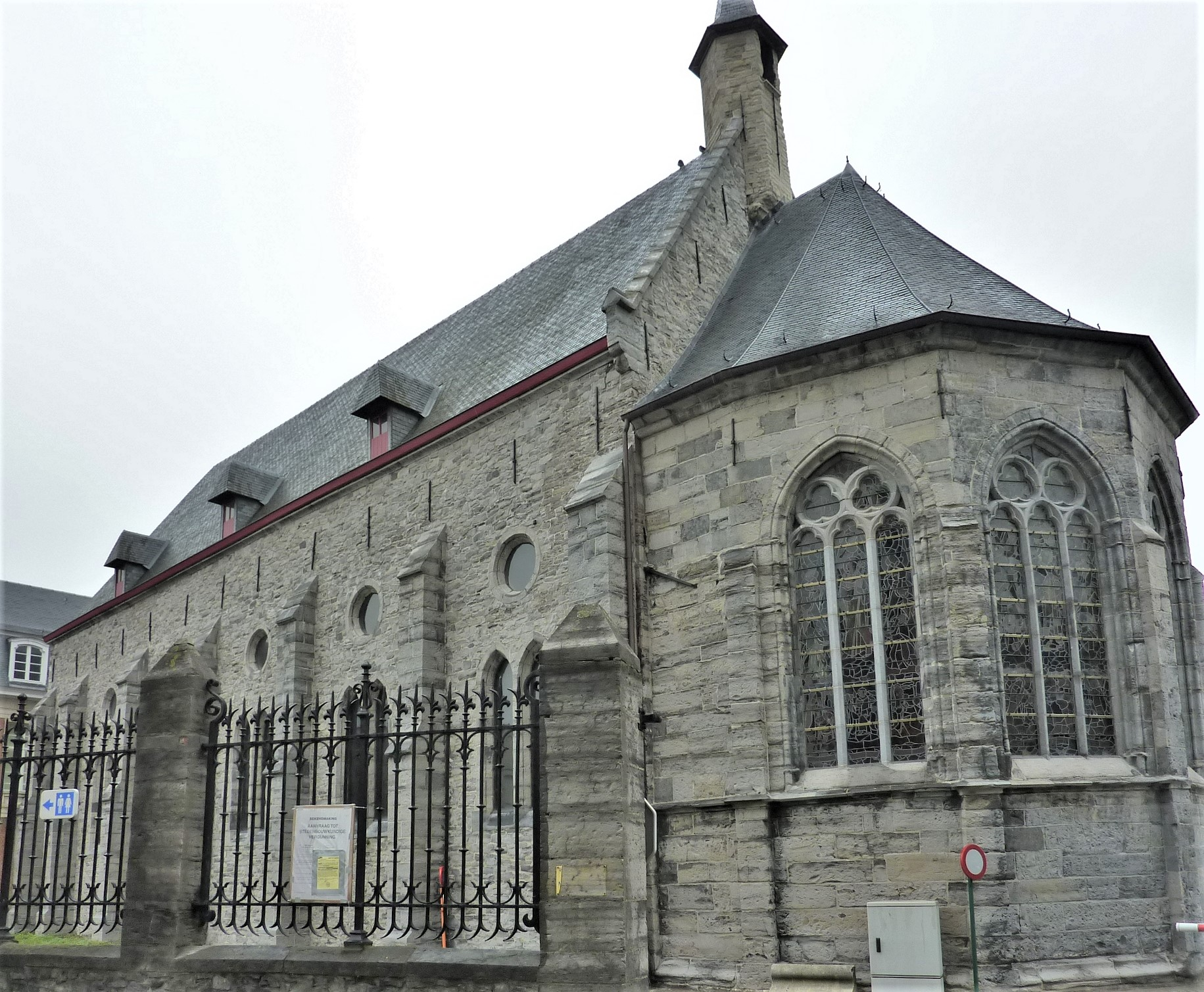
Chapelle de l'hôpital
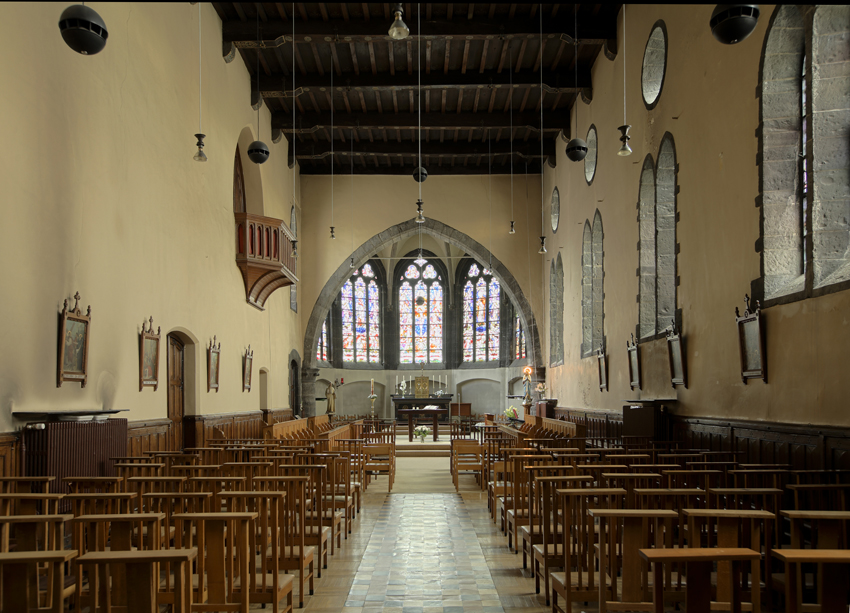
Nef de la chapelle

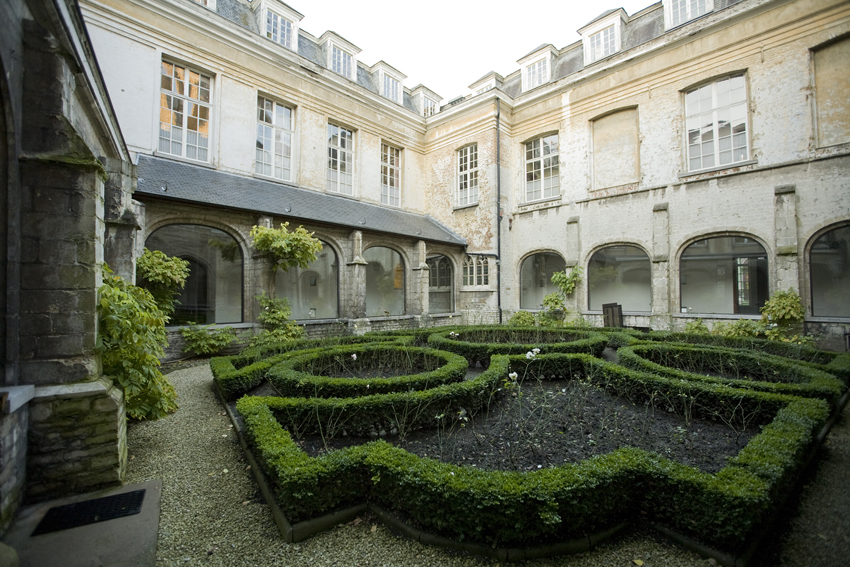
Cloître
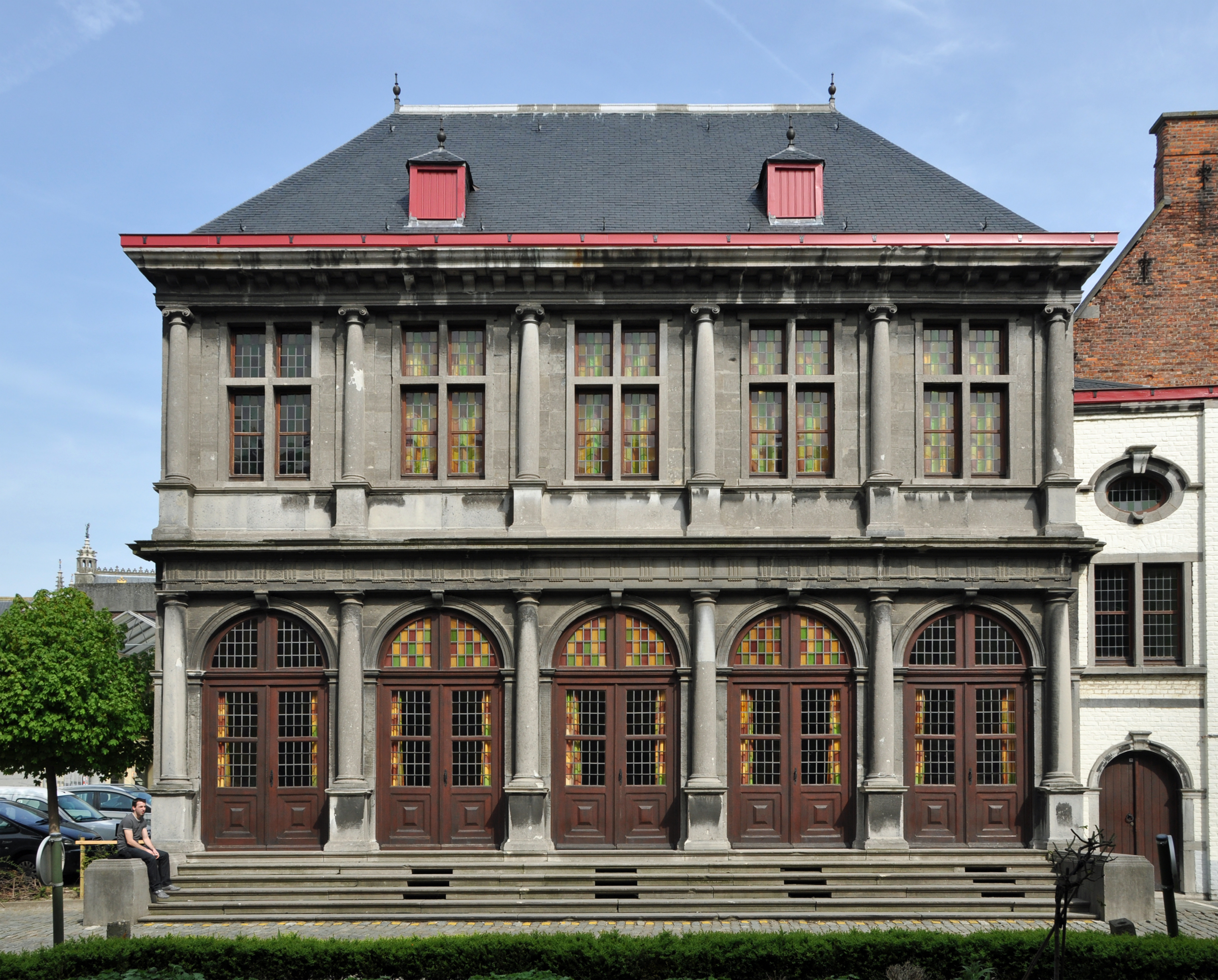
Quartier de l'Évêque
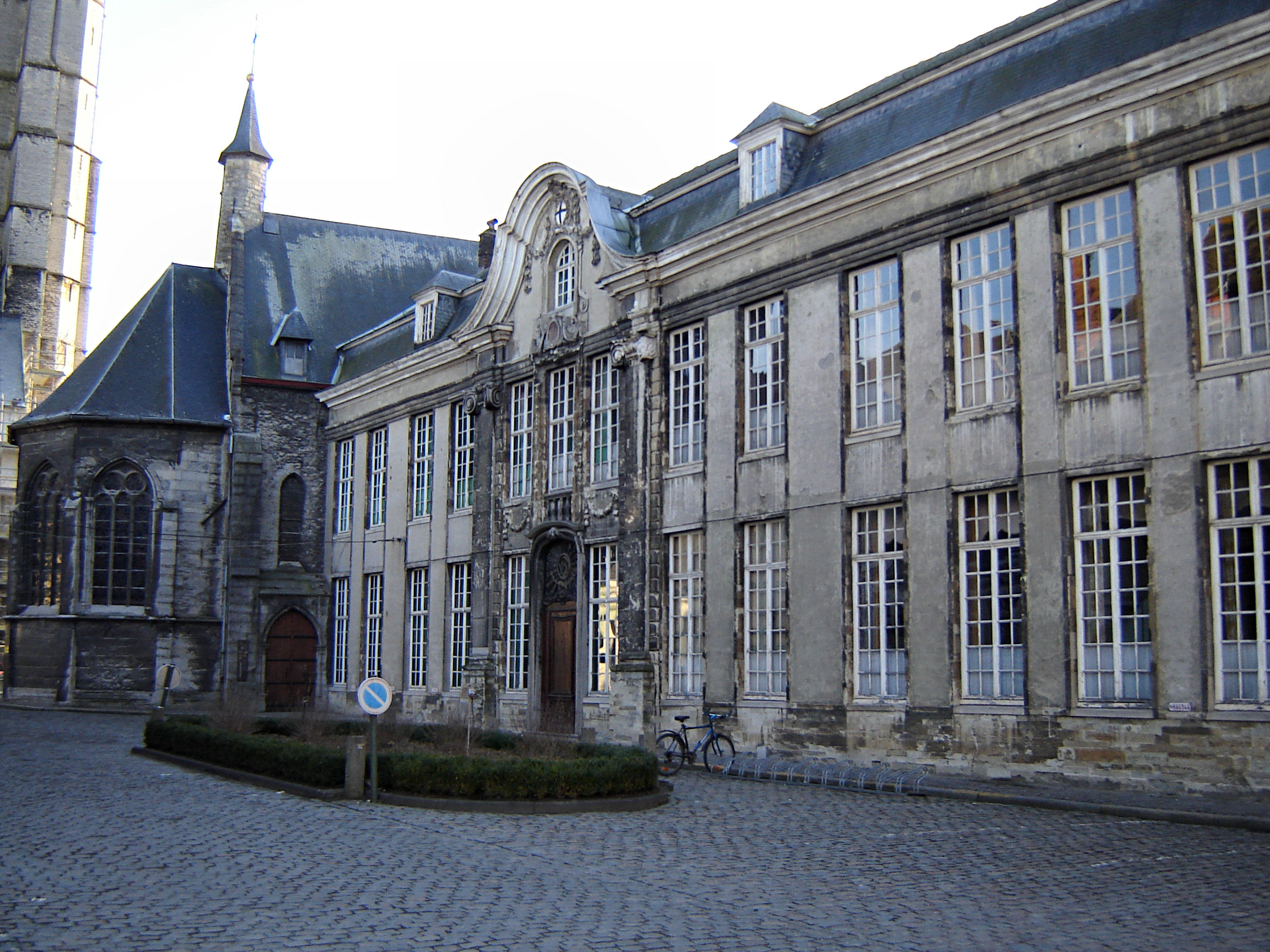
Façade de l'ancien couvent